# Томислав Пашквалин
Томислав Пашквалин (Загреб, 29. август 1961) бивши је југословенски и хрватски ватерполиста.

## Спортска каријера
Рођен је у Загребу 29. августа 1961. године. Дипломирао је право. Био је члан загребачке Младости, за први тим овог трофејног клуба играо је од 1975. до 1988. године. Затим је од 1988. до 1990. године био ватерполиста Про Река из Италије, од 1990. до 1992. игра за Брешу. Потом одлази у Француску од 1993. до 1994. године игра за екипу Олимпика из Нице, с којом осваја 1993. првенство, а 1994. године куп Француске. Након тога се поново враћа у Италију у Брешу, за коју игра од 1994. до 1996. године. Каријеру је завршио у Загребу, у екипи Медвешчака за који је играо од 1996. до 1998. године.
Са репрезентацијом Југославије, освојио је две златне медаље на Олимпијским играма 1984. и 1988, прво место на Светском првенству 1986. у Мадриду и Светском купу 1987. године. Има два друга места на Европским првенствима 1985. и 1987. године.
Након завршетка играчке каријере, обављао је низ спортских функција. Од 2002. до 2009. председник је Ватерполо клуба Медвешчак, члан председништва Младости од 2000. до 2004. године, затим је члан Управног одбора Хрватског ватерполо савеза. У јулу 2014. именован је за помоћника Министра науке, образовања и спорта Републике Хрватске задуженим за управљање спортом.
Његов син Фран је успешан ватерполиста и репрезентативац.